# Schistura laterimaculata
Schistura laterimaculata är en fiskart som beskrevs av Kottelat, 1990. Schistura laterimaculata ingår i släktet Schistura och familjen grönlingsfiskar. Inga underarter finns listade i Catalogue of Life.